# Mario Zagari

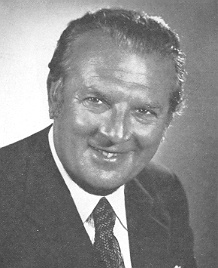
Mario Zagari

Mario Zagari (* 14. September 1913 in Mailand; † 29. Februar 1996 in Rom) war ein italienischer Jurist, Journalist und Politiker verschiedener sozialistischer Parteien, der unter anderem mehrere Jahre Mitglied der Abgeordnetenkammer (Camera dei deputati), Minister verschiedener Ressorts sowie Mitglied des Europäischen Parlaments war.

## Leben

### Militärdienst, Abgeordneter und Unterstaatssekretär
Nach dem Schulbesuch studierte Zagari Rechtswissenschaften und war nach Abschluss des Studiums als Journalist tätig. Während des Zweiten Weltkrieges leistete er seinen Militärdienst als Offizier bei den Alpini, den italienischen Gebirgsjägern. Als Mitglied des Comitato di Liberazione Nazionale (CLN) wurde er im Oktober 1943 verhaftet.
Zagari, der vom 25. Juni 1946 bis zum 26. April 1948 Mitglied der Verfassunggebenden Versammlung (Assemblea Costituente della Repubblica Italiana), wurde bei den ersten Parlamentswahlen 1948 zum Mitglied der Abgeordnetenkammer gewählt und vertrat dort bis zum 24. Juni 1953 den Wahlkreis Rom. Zunächst vertrat er dort als Mitglied der von Giuseppe Saragat gegründeten Partito Socialista dei Lavoratori Italiani (PSLI) das Wahlbündnis Unità Socialista, ehe er im Januar 1950 der Partito Socialista Unitario (PSU) beitrat und dann im Januar 1952 Mitglied der Fraktion der Partito Socialista Democratico Italiano (PSDI) wurde.
1958 verließ Zagari die PSDI, um die Movimento Unitario di Iniziativa Socialista (MUIS), die sich 1959 der Partito Socialista Italiano (PSI) anschloss. Bei den Wahlen vom 7. Mai 1963 wurde er dann wiederum zum Mitglied der Camera dei deputati gewählt und vertrat in dieser bis zum 19. Juni 1979 als Mitglied der PSI den Wahlkreis Rom.
Nach der Bildung einer Koalition mit der Democrazia Cristiana (DC) war er während der zweiten und dritten Regierung von Ministerpräsident Aldo Moro in der Zeit von Juli 1964 bis Juni 1968 Unterstaatssekretär im Außenministerium. In dieser Zeit kam es 1966 zur Wiedervereinigung der PSI und der PSDI zur Vereinigten Sozialistischen Partei (Partito Socialista Unificati). Der Zusammenschluss wurde von den Wählern nicht honoriert und die PSU schnitt bei den Wahlen von 1968 schlechter ab als zuvor. Die Schwächung bedeutete eine Verschärfung der Spannungen in der Koalition.
Nachdem er zu Beginn der fünften Legislaturperiode von Juli bis Dezember 1968 Vizepräsident der Parlamentarischen Kommission zur Kontrolle des Staatlichen Rundfunks, der Radiotelevisione Italiana (RAI), war, war er zwischen Dezember 1968 und August 1969 während der ersten Amtszeit von Ministerpräsident Mariano Rumor erneut Unterstaatssekretär im Außenministerium.

### Minister und Europaabgeordneter
Ministerpräsident Rumor berief ihn dann am 27. März 1970 zum Außenhandelsminister (Ministro del Commercio con l’Estero) in sein drittes Kabinett. Diese Funktion hatte er auch in der nachfolgenden Regierung von Emilio Colombo bis zum 17. Februar 1972 inne.
Am 7. Juli 1973 wurde er schließlich Justizminister (Ministro della Giustizia) im vierten Kabinett Rumors und hatte diese Funktion auch im anschließenden fünften Kabinett Rumors bis zum 23. November 1974 inne.
Nach seinem Ausscheiden aus der Abgeordnetenkammer wurde er 1979 Mitglied des 1. Europäischen Parlamentes, dem er auch während der zweiten Legislaturperiode von 1984 bis 1989 angehörte.
Nach seinem Tod wurde Zagari auf dem Cimitero degli Acattolici in Rom beigesetzt.